# Raja Ka Rampur
Raja Ka Rampur é uma cidade e uma nagar panchayat no distrito de Etah, no estado indiano de Uttar Pradesh.

## Demografia
Segundo o censo de 2001, Raja Ka Rampur tinha uma população de 10,720 habitantes. Os indivíduos do sexo masculino constituem 53% da população e os do sexo feminino 47%. Raja Ka Rampur tem uma taxa de literacia de 52%, inferior à média nacional de 59.5%: a literacia no sexo masculino é de 60% e no sexo feminino é de 44%. Em Raja Ka Rampur, 18% da população está abaixo dos 6 anos de idade.